# Szorakszan Nemzeti Park
Szorakszan Nemzeti Park (koreai nyelven: 설악산국립공원, 雪嶽山國立公園) egy nemzeti park Dél-Koreában. Szöultól keletre, Kangvon tartomány területén található. 1965. november 5-én természetvédelmi területnek nyilvánították, 1970-ben pedig az ország ötödik nemzeti parkjának nevezték ki. 1982. augusztusában bioszféra-rezervátummá választotta az UNESCO, 1994-ben pedig világörökségi helyszínné nyilvánították. Négy települést érint: Szokcsho, Indzse, Jangjang, és Koszong. Teljes területe: 398 539 km². Egész évben rengeteg helyi és a nemzetközi turistát vonz, de a főszezon ősszel van.

## Flóra és fauna
Nemzetközileg elismert a ritka fajairól. Szorakszanban több mint kétezer állatfaj él, mint például a koreai gorál és a koreai pézsmaszarvas, és közel ezerötszáz ritka növényfaj is megtalálható, köztük a havasi gyopár, a szibériai fenyő, a boróka és a galagonya.
Belső-Szorakszanon (Neszorak) a csapadék mennyisége 1000 milliméter, míg Külső-Szorakszanon (Öszorak) 1300 milliméter.

## Szorakszan hegység

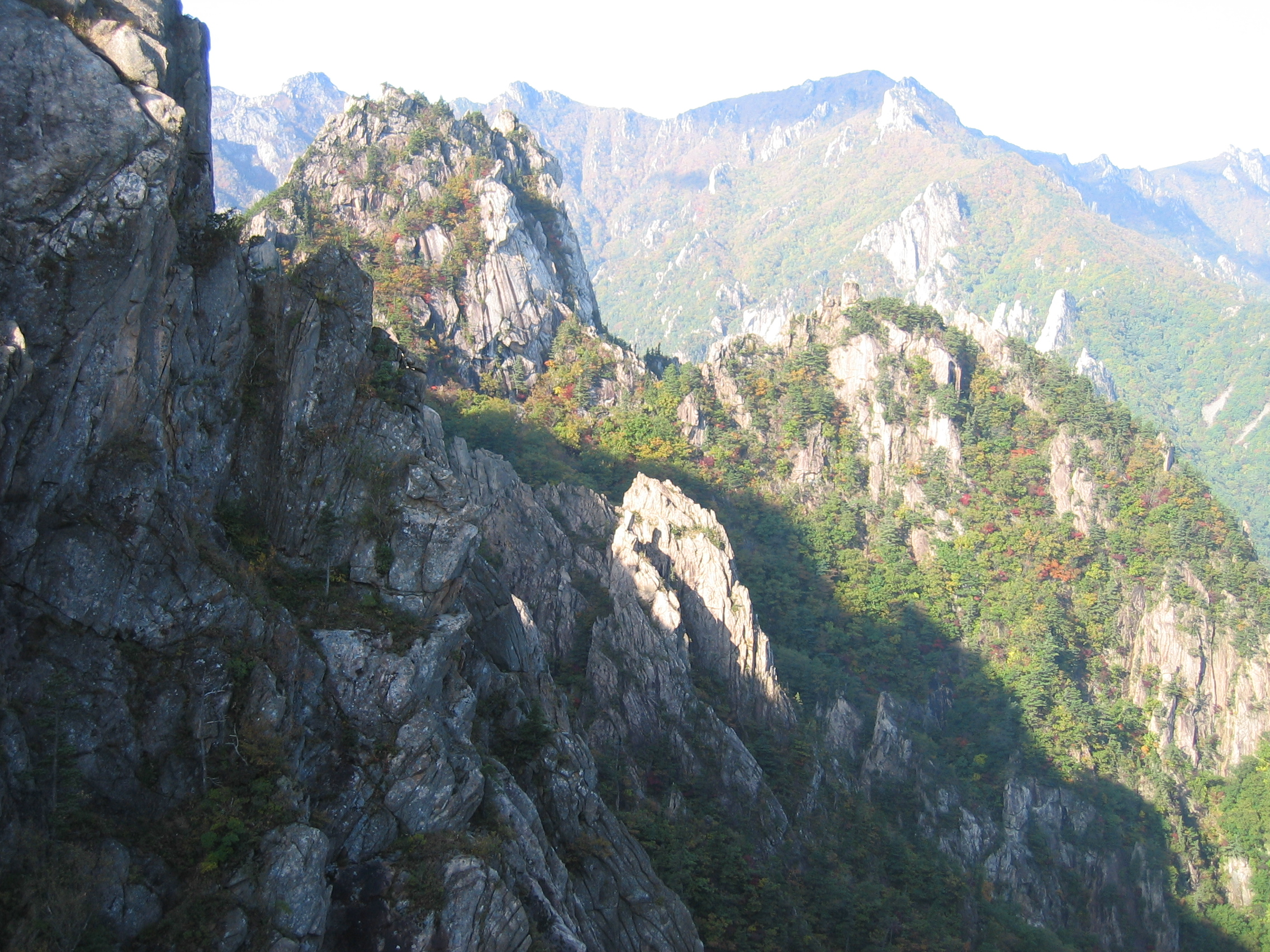
Szorakszan hegység

Szorakszan hegység a Thebek-hegylánc része, ami a Koreai-félsziget keleti részén, Észak-Korea és Dél-Korea területén is húzódik. A hegylánc további jelentősebb csúcsai, Kumgangszan (1638 m), Odeszan (1563 m) és Thebekszan (1561 m) mellett a legmagasabb hegység, 1708 méterével, ezzel egy időben az egész országban is, a Csedzsu-szigeten (hangul: 제주도, Csedzsudo; angolos írásmóddal: Jeju-do) lévő Hallaszan (1950 m) és a délen lévő Csiriszan (1915 m) után. Legmagasabb csúcsa az ország keleti partjára néző Tecshongbong (Daecheongbong). 
Nevének jelentése: nagy havas hegy, amit onnan kapott, hogy magas csúcsait nagyon sokáig hó fedi.
A hegyet cifrázó sziklás csúcsok és szirtek különös formákat és kristálytiszta vízű, mély völgyeket alkotnak. Lefedi a félsziget hatalmas közép-keleti területét, mely három részre osztható fel: a Tecshongbongtól keletre a Öszorak (jelentése: külső havas hegy, Külső-Szorakszan), nyugatra a Neszorak (jelentése: belső havas hegy; Belső-Szorakszan) és a Namszorak (jelentése: déli havas hegy), melyben az Oszek nevű híres ásványvízforrás található. A hegyben ered a Namdecson-patak is, ami a Jangjang területen keresztülfolyva a Keleti-tengerbe torkollik, illetve a Pukhangang és a Szojanggang nevű folyóba is befolyik, melyek nyugaton a Szöult kettészelő Han folyóba csatlakoznak.
A hegy számos történelmi, kulturális és természeti örökség otthona, mint pl. a Pektamsza, a Sinhungsza és a Pongdzsongam buddhista templomok, a Hundulbaü szikla és az Ulszanbaü szikla.

## Látnivalók a parkban
A nemzeti parknak a leghíresebb bejárata Szokcsoban van. A belépőjegy ára 3500 koreai von, ami nagyjából 909 Ft-nak felel meg. A főbejárattól egy völgy vezet kikövezett úttal, észak déli irányú kiterjedésével. Bal oldalán található a Jukdam és a Birjong vízesés, a parkolótól egy negyven perces sétányi távolságra. 

### Sinhungsza templom (Sinheungsa, 신흥사)

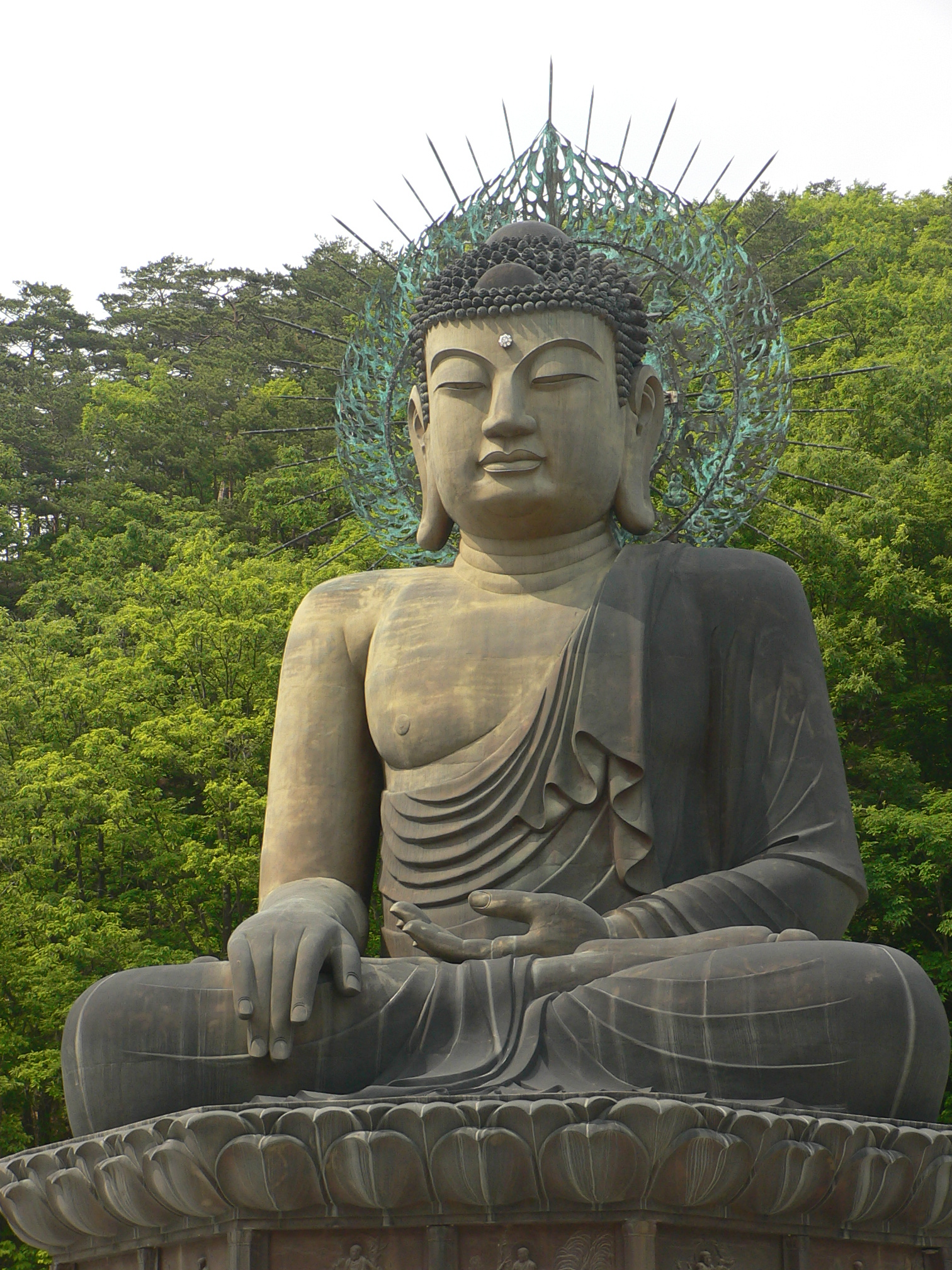
Tongil Débu Buddha szobor

A Csogje (Jogye) rend főtemploma. Nem tudni biztosra, hogy ez az ősi zen (szon) templom először Dzsadzsang (Jajang) vezetésével épült-e 653-ban és először Hjangszongsza (Hyangseongsa) volt a neve (jelentése: A zen buddhizmus Temploma), vagy 637-ben, Dzsangdzsang Kínából való visszatérését követően. 699-ben teljesen leégett, és 710-ben építették újjá, majd 1695-ben ismét leégett, akkor 1648-ban építették újjá a mostani helyén. A világ legrégebbi Zen (Szon) templomnak tartják.
A templom bejárattól mintegy 10 percre található. A főépületeihez egy híd vezet, a közelében pedig van egy 14,6 méter magas és 108 tonna Buddha szobor, amit Tongil Débunek (Tongil Daebu) hívnak. A 4,3 méteres talpazattal együtt 18,9 méter magas.
Az üreges szobor belsejében található három darab a Buddha szárijából, a hamvasztásakor összegyűjtött maradványai, amit Mianmar kormánya adományozott oda és a Tipitaka is ott van, az eredeti Buddhista szentiratok.
A szobor felépítése 3,8 billió koreai vonba (közel 1 milliárd forint) került, amit egy évtized alatt gyűjtöttek össze a templom látogatói által hagyott, több mint 300 000 kisebb adományból. Ez jelképezi a koreaiak hatalmas vágyát, hogy a kettéesett ország ismét egyesüljön.

### Piszonde kő (Biseondae, 비선대)
A völgy végén, egy pataknál található a Piszonde kő. Nevét egy legendából kapta, ami szerint egy tündér szállt le, és sokáig csodálta a tájat, ami olyan, mintha megérintenék a Mennyet. Piszonde sok költőt és művészt inspirált több éven át. Néhány írásuk megtalálható a kövekbe vésve és ma is megtekinthető.
A patak felett egy viszonylag nehezen megközelíthető barlang van, (Kumganggul (Geumkanggul, 금강굴)) ami lenyűgöző látványt nyújt a környék sziklaformációira és a völgyre. 600 méter magasan van és az apró kis barlang mindössze hat ember egyszeri látogatása során is elég szűkösnek tűnik.
A bejárattól egy kicsit messzebb található az Ezer Buddha Völgye, ami a Szorak hegy elsődleges völgye, néha Szorak-völgynek is nevezik. A völgy onnan kapta a nevét, hogy az ott található sziklaformációk helyzete felsorakozott Buddha szobrokra hasonlít.

### Pektamsza templom (Baekdamsa, 백담사)
Indzse területén található buddhista templom eredetileg a 7. században épült a Silla királyság idején, de a háborúk és természeti katasztrófák miatt számtalanszor újjáépítették. A mai verzió 1957-ben készült. A neve is változott az idők folyamán, eredetileg ugyanis Hangjesza (Hangyesa) néven ismerték. Mai nevét 1783-ban kapta, jelentése: Száz medence temploma, mivel állítólag száz természetes medence van a közelében.
Külső-Szorakkal ellentétben, ami egészen forgalmas és zsúfolt, Belső-Szorak csendes, és sok felfedezetlen területtel, illetve kezdetleges erdőkkel rendelkezik. A Belső-Szorak bejáratánál elhelyezkedő Pektamsza templomban vannak Han Jongun (buddhista szerzetes és költő) nevéhez köthető emlékművek és Dharma csarnokok, mint például Manhe (Han Jongsun írói álneve) domborműves sírköve, Manhe Emlékcsarnok, Manhe Oktatási Csarnok. Egy különleges meditációs központ is létrejött, ami a Mumungvan nevet kapta. Aki szeretne, bezárhatja magát egy szobába és egymaga meditálhat meghatározott ideig. Így mára a templom egyfajta menedékként szolgál a fiatal szerzetesek számára, akik csak a szon (japán megfelelője: zen) meditációs gyakorlatra szeretnének koncentrálni.

### Ulszanbaü (Ulsanbawi, 울산바위)

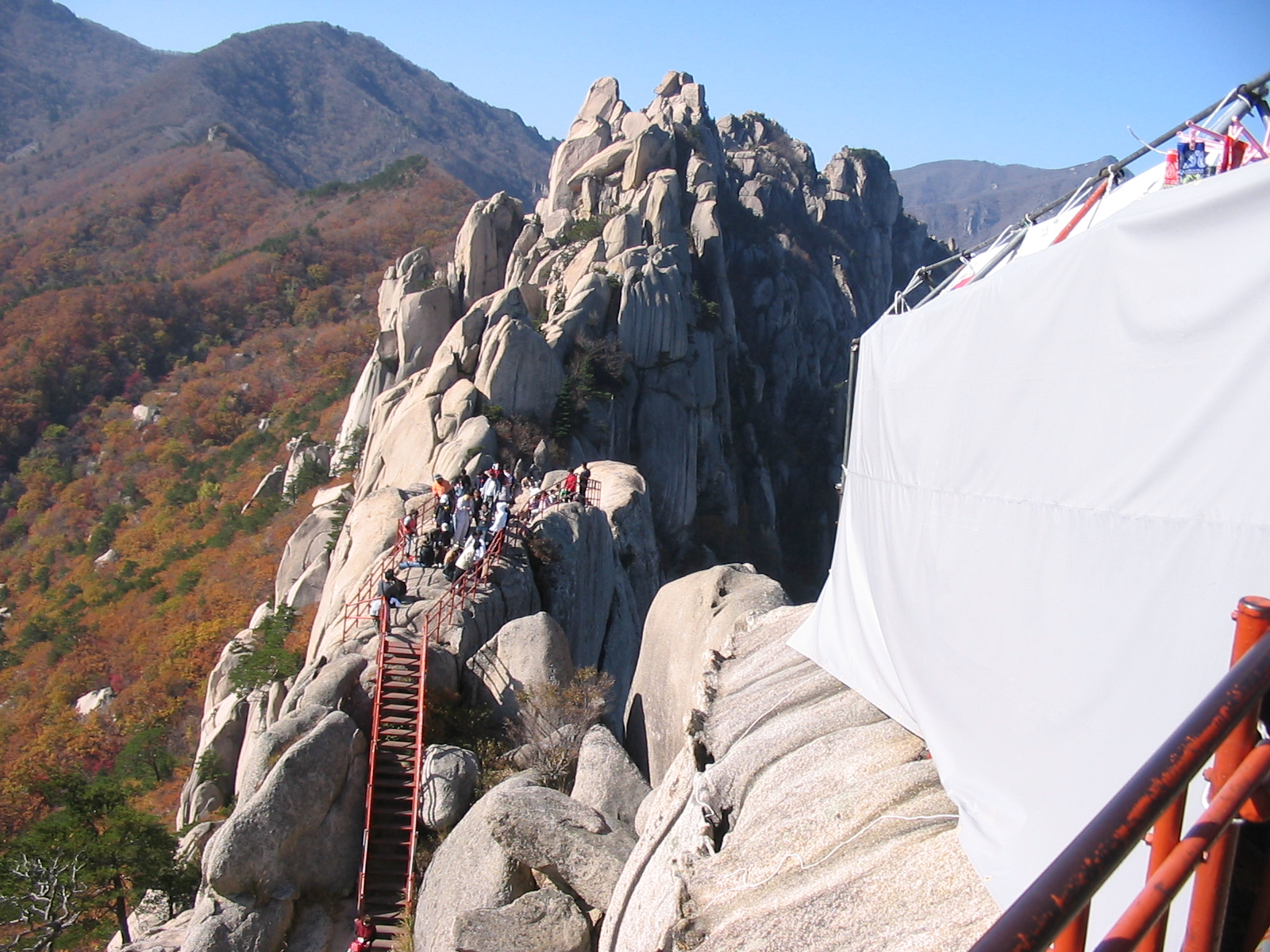
Ulszanbavi

Egy egyedi alakú sziklaformáció. Hogy elérje az ember, követni kell a túraösvényt és meg kell mászni a 808 fokú fémlépcsőt (ami a helyiek szerint 888 darab). A helyi legenda szerint Ulszanbaü a délkeleti Ulszan városából jött. Ahogy a Kumgangszan hegység megépült, Ulszanbavi északra sétált, hogy képviselje a várost. Sajnos túl későn ért oda, és már nem maradt számára szoba. A szégyenkező Ulszanbaü ezután elkezdett visszavánszorogni délre, egy este azonban Szorak területére ment aludni. Megtetszett neki a hely, és eldöntötte, hogy ott marad.

### Hundulbaü (Heundeulbawi, 흔들바위)
Az Ulszanbaühoz vezető úton két templom és egy 16 tonnás ingókő, Hundulbaü található, ami egy nagyobb kő tetején van. Nagyjából 5 méter magas és kis erőfeszítéssel megmozdítható. Többen próbálták lelökni, de senkinek sem sikerült többet elérnie annál, hogy megbillegtette a követ. Remek kilátás nyílik innen a tájra, és népszerű hely fényképek készítéséhez.

### Csangszude (Jangsudae, 장수대)
Egy tradicionális koreai ház, ami eredetileg a fenyőerdőben épült olyanok számára, akik a háborúban elesett katonákért imádkoztak. Manapság meditálni jönnek az emberek.

### Oszek melegvízű forrás (설악온천장)
Az Oszek öt különböző ízt jelent, amit meg lehet kóstolni a különleges vízben. A víznek magas a vastartalma és erősen szénsavas, ami miatt elég nehéz elsőre inni, viszont jó a gyomorbetegségekre, vérkeringési problémákra és az idegfájdalmakra. Olyan híres a forrás, hogy az egész országból jönnek a Szorakszan hegységre, csak azért, hogy hozzáférhessenek. Állítólag csodákat tesz a bőrrel is.
Oszekcsiguban (Osaekjigu) található, Namszorak része. Elméletileg a Szongguk templom buddhista szerzetese fedezte fel a Csoszon korszakban (1392-1897). A hőmérséklete elég alacsonyan, 30°C-on van. Nagyjából 650 méterrel a tengerszint feletti magasságból ered a vize, ahol 42°C-ot is eléri. Sok klórsavat, ként, mangánt és vasat tartalmaz.

## Galéria

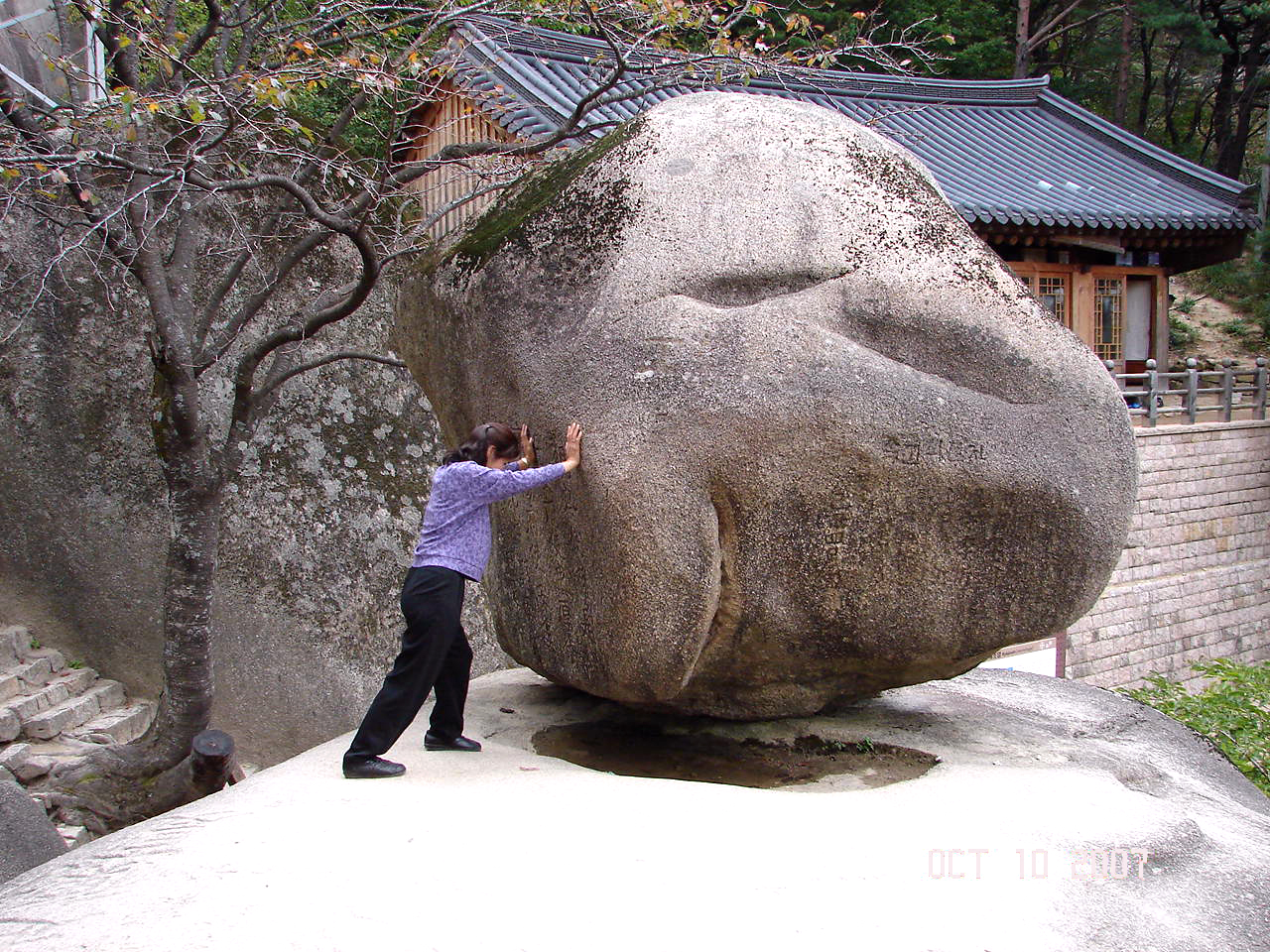
Hündülbavi
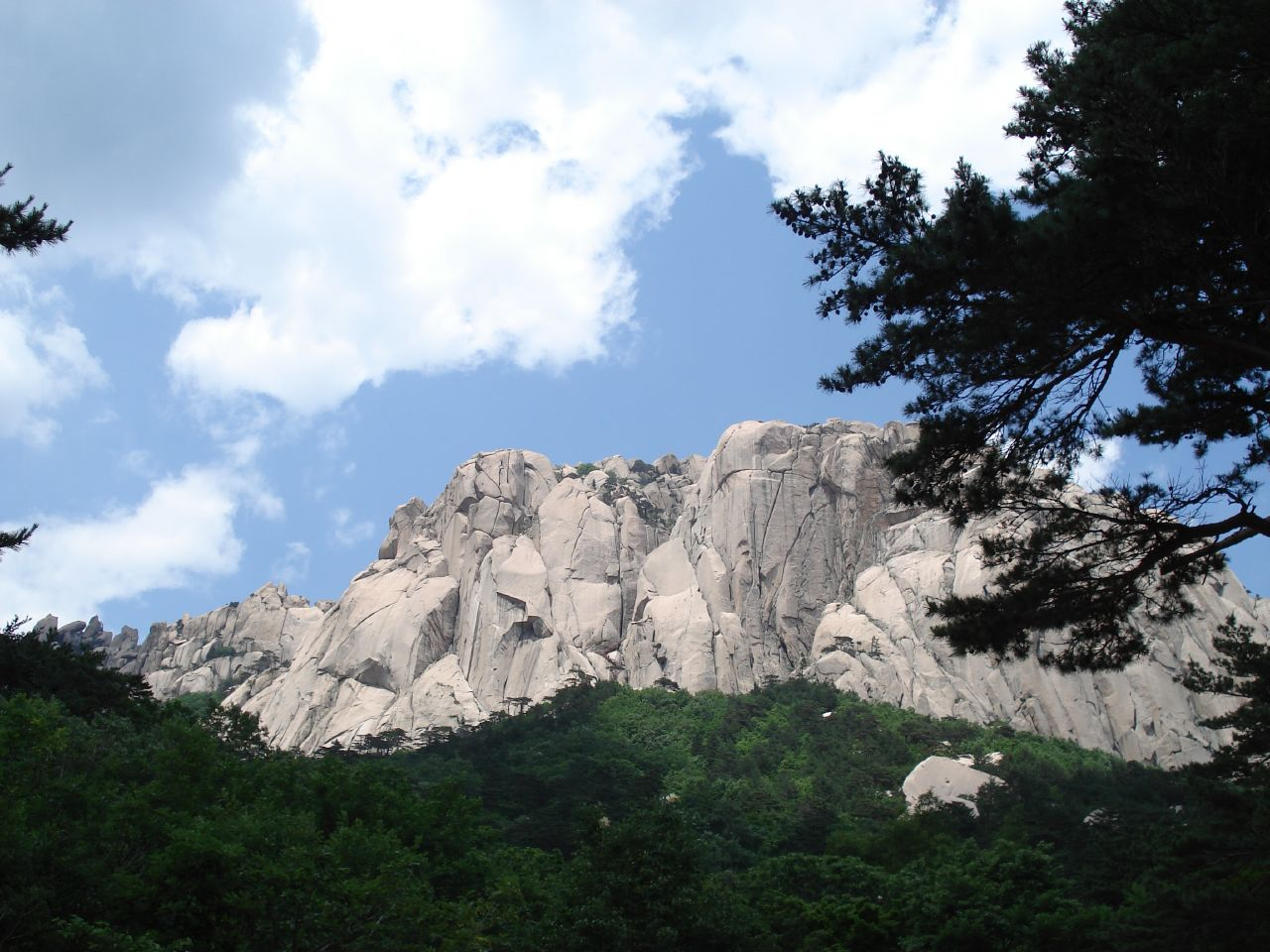
Ulszanbavi
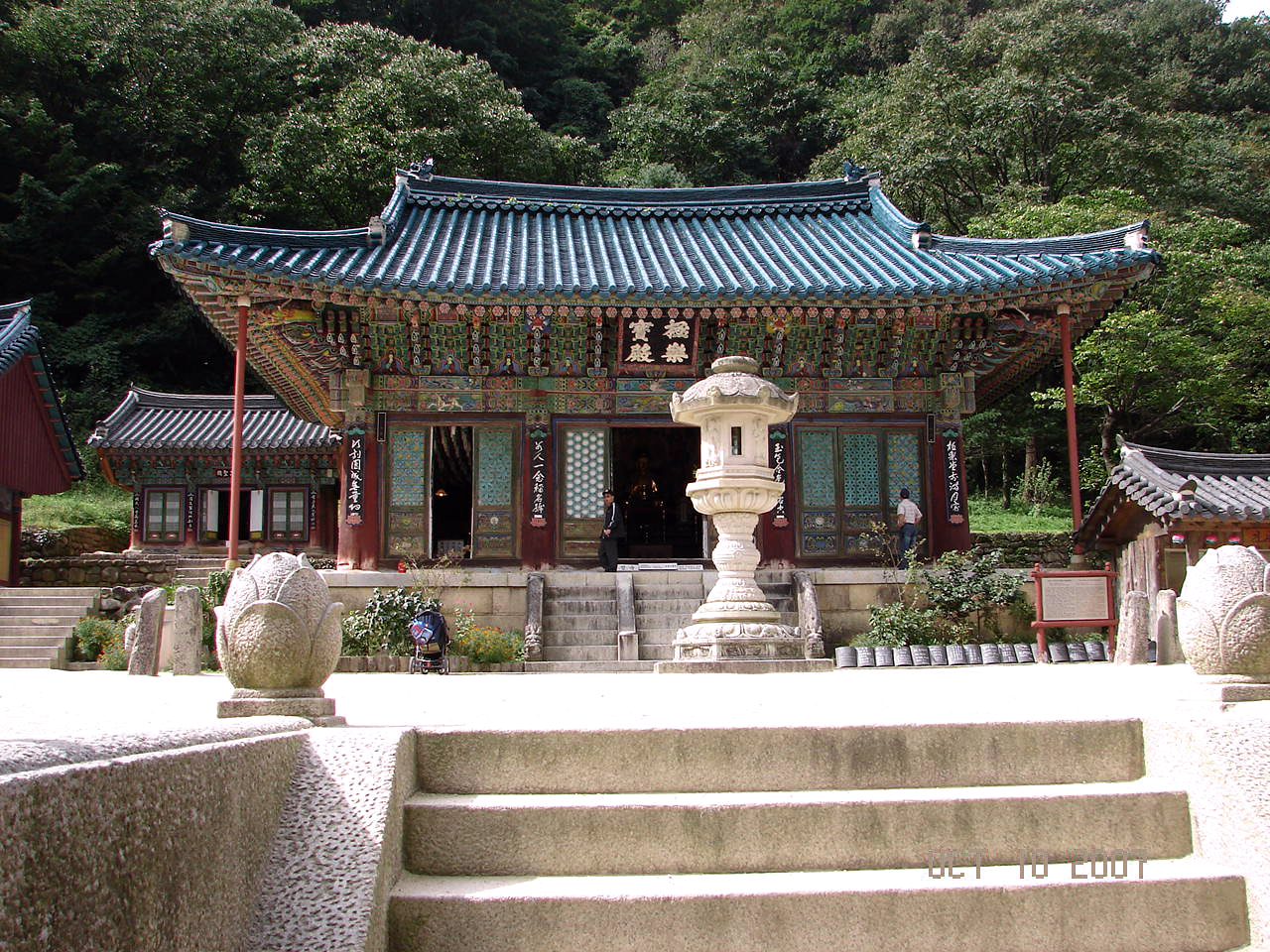
Sinhüngsza templom
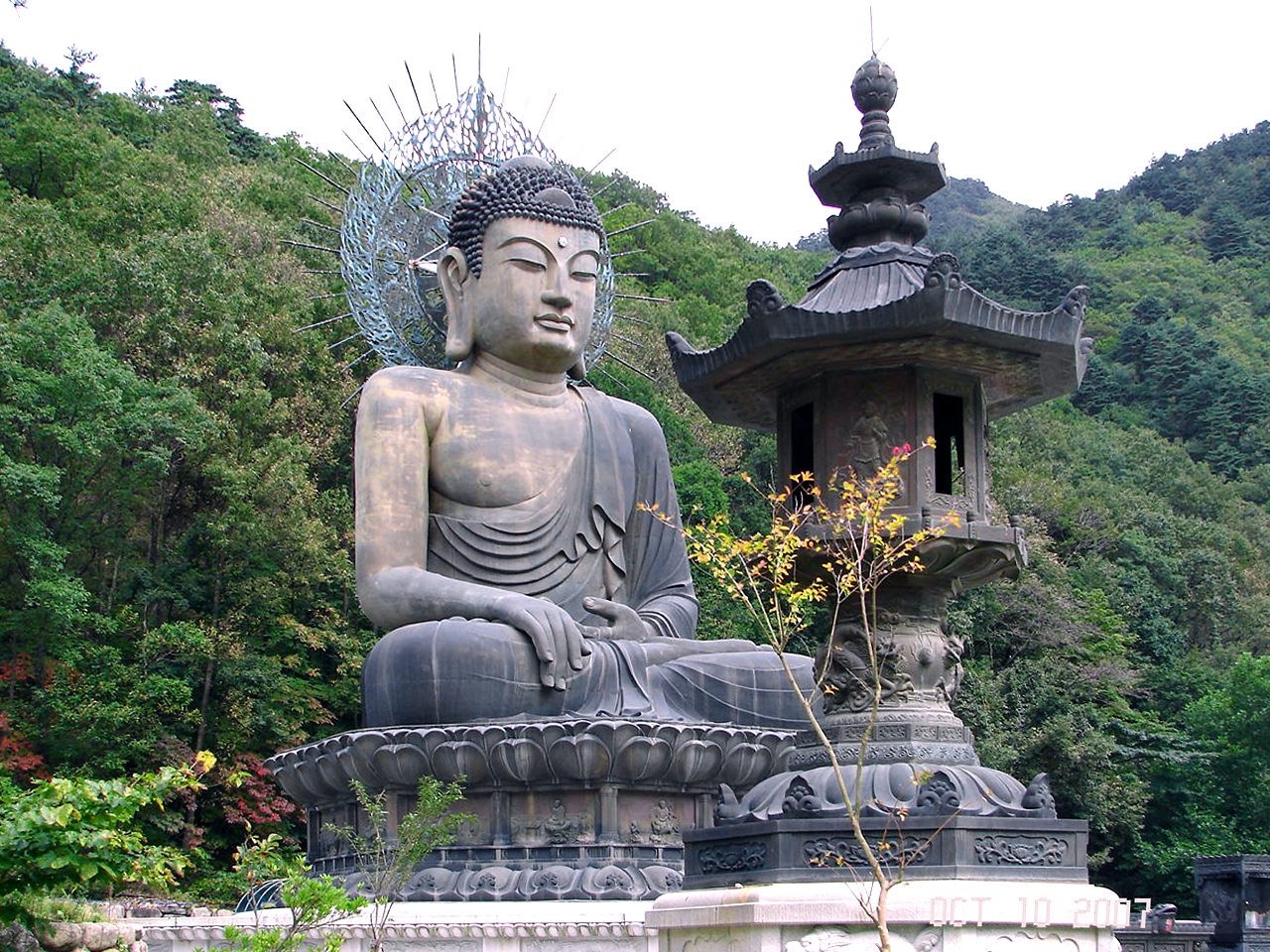
Tongil Débu Buddha szobor
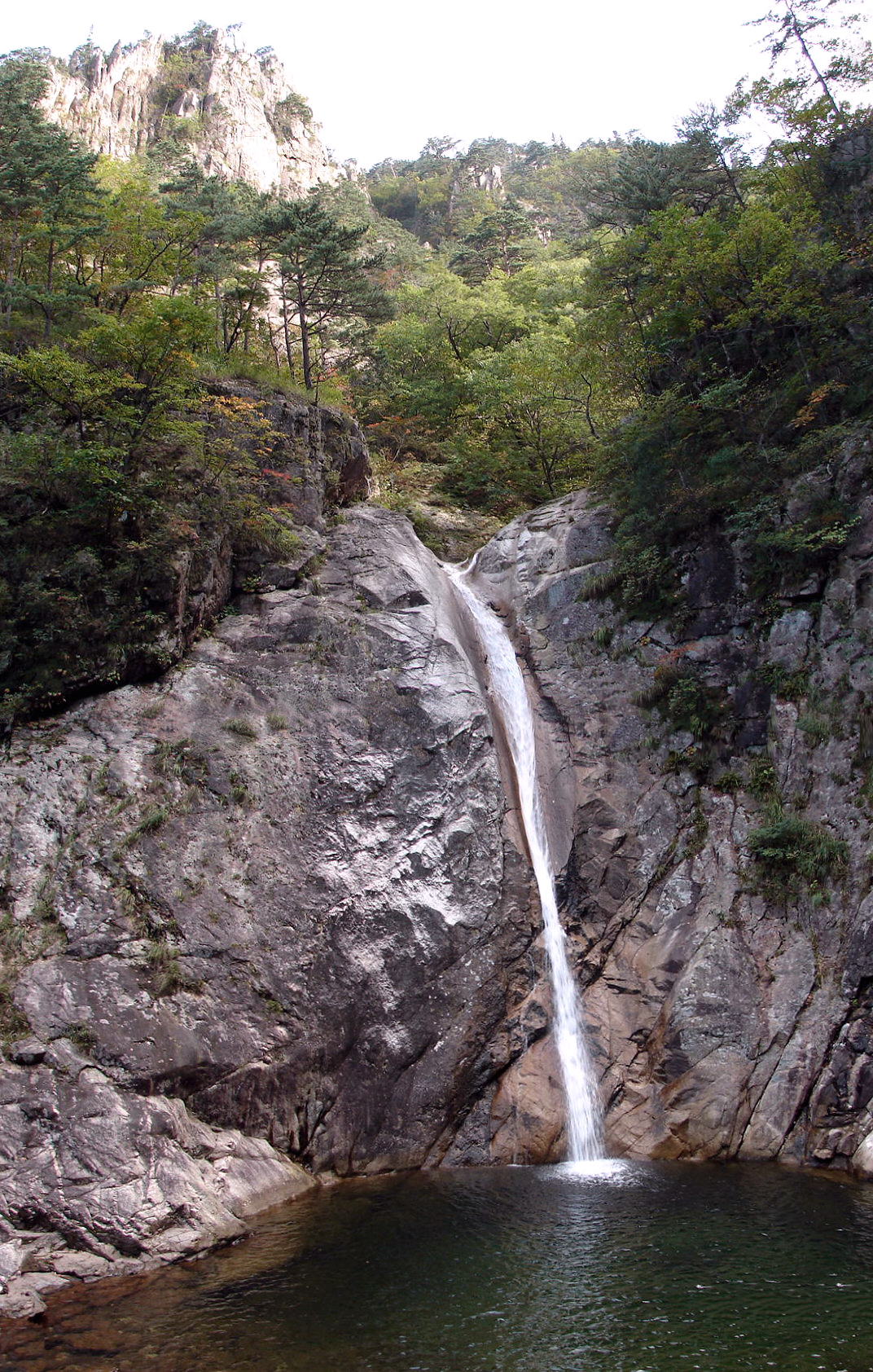
Birjong vízesés